# 粛順

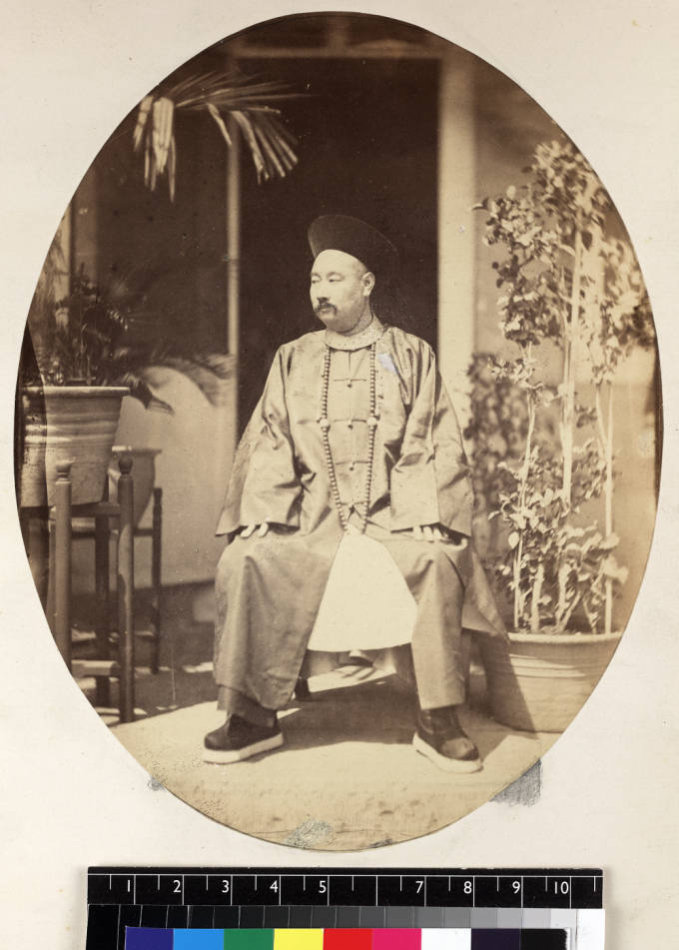
粛順（1861年初頭撮影）

愛新覚羅 粛順（あいしんかくら しゅくじゅん、アイシンギョロ・スシュン、満洲語: ᠠᡞᠰᡞᠨ ᡤᡞᠣᠷᠣ
ᠰᡠᡧᡡᠨ、転写：aisin-gioro sušūn、1816年11月26日 - 1861年11月8日）は、中国清朝末期の政治家。字は雨亭。鑲藍旗人。鄭親王家出身で鄭親王端華の弟。咸豊帝の側近として台頭したが、咸豊帝死後の西太后との権力争いに敗れ、市中で処刑された（辛酉政変）。

## 略歴
道光年間に三等輔国将軍・散秩大臣となる。咸豊帝が即位すると内閣学士に抜擢され、副都統・護軍統・鑾儀使を兼ねた。咸豊4年（1854年）に御前侍衛となり、さらに工部侍郎・礼部侍郎・戸部侍郎の職を歴任した。咸豊7年（1857年）に左都御史となり、理藩院尚書兼都統に抜擢された。翌咸豊8年（1858年）に礼部尚書に異動となったが、依然として理藩院を掌握していた。後に戸部尚書に異動。
咸豊9年（1859年）、科挙の試験官を務めた文淵閣大学士・軍機大臣の柏葰（ベギュン）が賄賂を受け取っていたことが発覚すると、厳しい処分を主張し、斬刑に処した（戊午科場案）。また、貨幣改鋳にまつわる不正事件で多数の官僚を処罰する一方、別の一派から賄賂を受け取り見逃したこともあり（鈔票案）、2大事件を通して官僚組織を牛耳った。
咸豊10年（1860年）、アロー戦争で英仏連合軍が北京を襲撃すると、咸豊帝の「北狩」に随行、熱河の行宮で御前大臣・内務府大臣となり、協弁大学士・領侍衛内大臣となった。同年、太平天国の乱鎮圧のため曽国藩を両江総督に起用した。
咸豊11年（1861年）8月、咸豊帝が重病に陥ると、粛順と御前大臣載垣・端華・景寿（ギンシェウ）、軍機大臣穆蔭（ムイェン）・匡源・杜翰・焦祐が後事を託された。しかし11月2日、咸豊帝の棺を北京に輸送中の所を西太后・恭親王奕訢らによって逮捕され、8日に斬首刑に処された。処刑の際、都の人々は瓦礫を投げつけて快哉を叫んだという。

## 評価
粛順は評価の分かれる人物である。『清史稿』は遠回しに批判を加えているが、中国の近年の研究では、英仏連合軍やロシアの要求に強硬な態度をとったこと、紙幣を発行することで通貨を増加させ市場を活発化させるよう主張したこと、戊午科場案にみられるように汚職に厳しい態度をとったこと、人物を用いる際に民族による差別をせずに郭嵩燾・尹耕雲・王闓運・高心夔・曽国藩・胡林翼・左宗棠ら漢民族を重用したことから評価が高まっている。